# Khuiqer
Khuiqer là một pharaon của Ai Cập cổ đại, ông chỉ được biết đến nhờ vào một rầm đỡ bằng đá vôi có khắc một phần tước hiệu hoàng gia của ông, nó được Flinders Petrie tìm thấy ở Abydos vào đầu thế kỷ 20, và ngày nay nằm tại Bảo tàng về khảo cổ học và nhân chủng học thuộc đại học Pennsylvania (E 17316 A-B).
Niên đại của ông là vô cùng không chắc chắn bởi vì niên đại của ông được đặt trong cả thời kỳ Chuyển tiếp thứ nhất và thứ hai.

## Thứ tự triều đại
Sau khi tìm thấy rầm đỡ này, Petrie cho rằng tên hoàng gia này sẽ là Uaqerre nhưng lại nghi ngờ về niên đại của ông, và chỉ đơn giản đặt ông nằm trong khoảng giữa vương triều thứ 7 và thứ 14. Một thời gian ngắn sau đó, Gaston Maspero quy cho vị vua bí ẩn này là vào khoảng từ Vương triều thứ 6 – thứ 11. Max Pieper đọc tên gọi này một cách chính xác hơn là Khuiqer, tuyên bố rằng vị vua này nên trị vì trong khoảng thời gian từ vương triều thứ 13 tới thứ 18. Ludwig Borchardt cũng đi đến kết luận tương tự như vậy trong khi vào năm 1907, Henri Gauthier đặt niên đại của ông là vào thời kỳ Chuyển tiếp thứ nhất.
Trong giai đoạn gần đây, nhà Ai Cập học người Đức Detlef Franke nêu ra giả thuyết về sự tồn tại của vương triều Abydos (Một vương triều pharaon địa phương có lẽ đã cai trị một thời gian ngắn ở vùng đất Abydene trong thời kỳ Chuyển tiếp thứ hai), ông ta đã đặt Khuiqer vào trong vương triều này. Jürgen von Beckerath cũng quy cho ông vào thời kỳ Chuyển tiếp thứ hai, tiếp sau tuyên bố rằng khối đá này đến từ một công trình của Senusret I, mặc dù ông ta thừa nhận rằng tên Horus của Khuiqer, Merut, dường như khác biệt so với thời kỳ này.

Tên Horus này còn là chủ đề chính cho sự quy kết của Kim Ryholt: Ông ta lập luận rằng tên gọi Merut là quá đơn giản khi so sánh với các tên Horus khác của thời kỳ Chuyển tiếp thứ hai, chúng thường được tạo thành từ hai hoặc thậm chí ba từ khác nhau. Ryholt sau đó đề xuất về một niên đại sớm hơn dành cho Khuiqer trong thời kỳ Chuyển tiếp thứ nhất.